# Манастир Клисура
Манастир Клисура или раније познат као Манастир Добрача је активан женски манастир који потиче из средњег века и припада Епархији жичкој Српске православне цркве.
Налази се у атару села Добраче, 13 километара јужно од Ариља, у клисури Моравице, по којој је добила назив. Манастирска црква, посвећена светим архангелима Михајлу и Гаврилу, подигнута је крајем 13. века у Рашком стилу, по угледу на оближњу цркву светог Ахилија, у данашњем Ариљу, у којој се тада налазило седиште Моравичке епископије.
Представља непокретно културно добро као споменик културе.

## Прошлост манастира
Није познато ко је и када подигао манастир, али се на основу стилских одлика тј. припадности Рашком стилу и сличности са црквом светог Ахилија, његов настанак смешта на крај XIII века. По народном предању то је једна од Немањићких задужбина.
Прво страдање манастира везује се за 1459. годину када је пропала дефинитивно српска држава. Током морејског рата, крајем 17. века, манастирска црква (звана "Добрачка") је, највероватније 1688. године, запаљена, а после његовог краја и Велике сеобе Срба, манастир је 1690. године запустео.
Манастирска црква је обновљена 1798. године, од стране калуђера Јаћима Карлаге (родом из Фоче) и народа. По запису из 1858. године поменути калуђер је потицао из породице Рашковић из Старог Влаха. Следи поновна пропаст 1813. године али и убрзо оправка већ 1815-1816. године заслугом Милоша Обреновића. Манастир је 1826. године посетио књижевник и путописац Јоаким Вујић. Манастир је називан (1867) и "манастирак", због својих малих димензија и исто такве цркве, зидане од камена са једним кубетом. Као парохијске филијале манастиру су припадала средином 19. века четири околна села: Добрача, Трешњевица, Ступчевићи и Латвица. Године 1872. у манастиру живе само игуман Хрисантије и калуђер јеромонах Јанићије.
Добрачким манастиром се звао до средине 18. века, а затим се назива Клисура. Име му је промењено након једне велике кише (провале облака) са бујицом, која је манастирски комплекс потпуно уништила. По шематизму православних манастира Краљевине Србије за 1898. годину, манастир је класификован у оне трећег реда. У њему је тада живео јеромонах Јоаким Милошевић. Током Првог светског рата, Аустроугарске снаге су у неколико наврата, током 1915. и 1916. године, упадале и уништавале по манастиру. У међуратном периоду манастирска здања су изграђена под управом старешине Доментијана Здравковића. Ново разарање манастир је доживео за време Другог светског рата, када су бугарске окупационе снаге запалиле и уништиле део манастирског комплекса.
После завршетка рата, подигнут је нови конак, а од 1961. године функционише као женски манастир.

## Архитектура и унутрашњост
Манастирска црква има једнобродну основу са полукружном олтарском апсидом на истоку, нартексом и дрвеним егзонартексом у облику трема на западу и осмостраном куполом, која се уздиже над наосом. Узор за њено подизање је црква светог Ахилија, а слична је манастирским црквама у Придворици, Морачи и Светој Тројици на Овчару.
Првобитни живопис у њеној унутрашњости је уништен 1688. године, када је црква спаљена, а фреске које се данас налазе у њеној унутрашњости дело су академског сликара Јарослава Кратине и настале су 1952. године, који је класичним хришћанским мотивима, придодао и личности из српске народне епике, попут Косовке девојке, Мајке Југовића, Војводе Рајка и других. Иконостас у цркви сачињавају 42 иконе и дело је Димитрија Посниковића, који га направио 1867. године. У њега је уградио 31 икону насликану у Одеси и 11 које је он сам насликао.